# Ferdinando Cito Filomarino
Ferdinando Cito Filomarino (Milano, 27 novembre 1986) è un regista e sceneggiatore italiano.

## Biografia
Nasce a Milano il 27 novembre 1986 ed ivi trascorre la sua infanzia. Figlio di Andrea e Violante Visconti di Modrone, pronipote del regista Luchino Visconti. Si laurea in Storia del cinema al DAMS dell'Università di Bologna. Esordisce lavorando sul set del film inglese L'ombra del sospetto (2008), per poi ricoprire il ruolo di secondo assistente alla regia di Luca Guadagnino nel film Io sono l'amore (2009).
L'anno successivo dirige il suo primo cortometraggio, Diarchia, interpretato da Riccardo Scamarcio, Louis Garrel e Alba Rohrwacher, per il quale viene premiato ai Nastri d'Argento, al Festival di Locarno e al Sundance Film Festival. Nel 2013 dirige un cortometraggio documentario sulla figura di Visconti, L'inganno, presentato al Festival internazionale del film di Roma 2013, mentre prosegue la collaborazione con Guadagnino come regista di seconda unità dei film Padroni di casa, A Bigger Splash, Chiamami col tuo nome e Suspiria, nonché come montatore di Inconscio italiano, 
Nel 2015 Cito Filomarino è regista e sceneggiatore del suo primo lungometraggio, Antonia., sulla poetessa Antonia Pozzi. Con questo film viene candidato ai Nastri d'argento 2016 come miglior regista esordiente e ottiene una menzione speciale al Festival internazionale del cinema di Karlovy Vary, dove il film concorre per il Globo di Cristallo. Nei due anni successivi dirige per Agnona i cortometraggi Await e Closing In, interpretati da Małgorzata Bela.
Nel 2021 Cito Filomarino dirige il thriller drammatico Beckett, il suo primo film in lingua inglese (di cui ha scritto il soggetto), interpretato da John David Washington, Alicia Vikander, Boyd Holbrook e Vicky Krieps.  Il film ha aperto il Locarno Film Festival ed è stato distribuito da Netflix.

## Filmografia

### Regista

#### Lungometraggi
- Antonia. (2015)
- Beckett (2021)

#### Cortometraggi
- Diarchia (2010)
- L'inganno - documentario (2013)
- Await (2016)
- Closing In (2017)

### Sceneggiatore

#### Lungometraggi
- Antonia. (2015)
- Beckett (2021) - soggetto

#### Cortometraggi
- Diarchia (2010)
- L'inganno - documentario (2013)
- Await (2016)
- Closing In (2017)

### Montatore

#### Lungometraggi
- Inconscio italiano, regia di Luca Guadagnino - documentario (2013)

#### Cortometraggi
- Here, regia di Luca Guadagnino (2012)
- One Plus One, regia di Luca Guadagnino (2012)

## Riconoscimenti
- Nastro d'argento
  - 2011 – Regista del miglior cortometraggio per Diarchia
  - 2016 – Candidatura al miglior regista esordiente per Antonia.
- European Film Awards
  - 2010 – Candidatura al miglior cortometraggio per Diarchia
- Festival internazionale del cinema di Karlovy Vary
  - 2015 – Menzione speciale per Antonia.
  - 2015 – In competizione per il Globo di Cristallo per Antonia.
- Locarno Festival
  - 2010 – Premio Pianifica per Diarchia
  - 2010 – In competizione per il Pardino d'oro per Diarchia
- Sundance Film Festival
  - 2011 – Menzione d'onore al Short Filmmaking Award per Diarchia
- Torino Film Festival
  - 2010 – Candidatura al migliore cortometraggio italiano per Diarchia